# Igor Garšnek

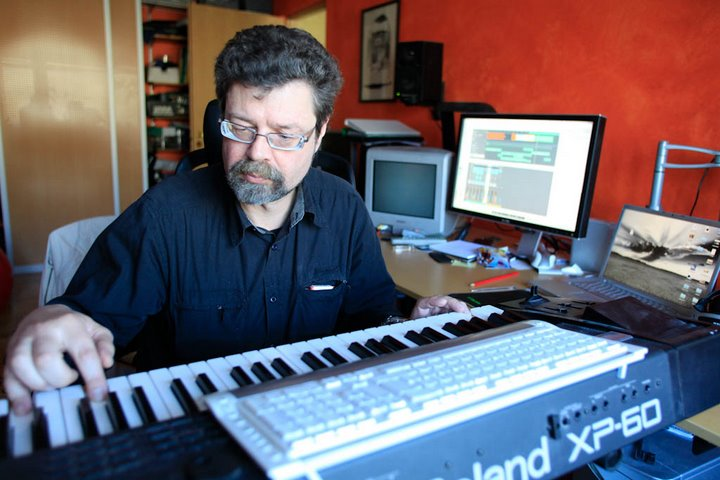
Igor Garšnek (2009)

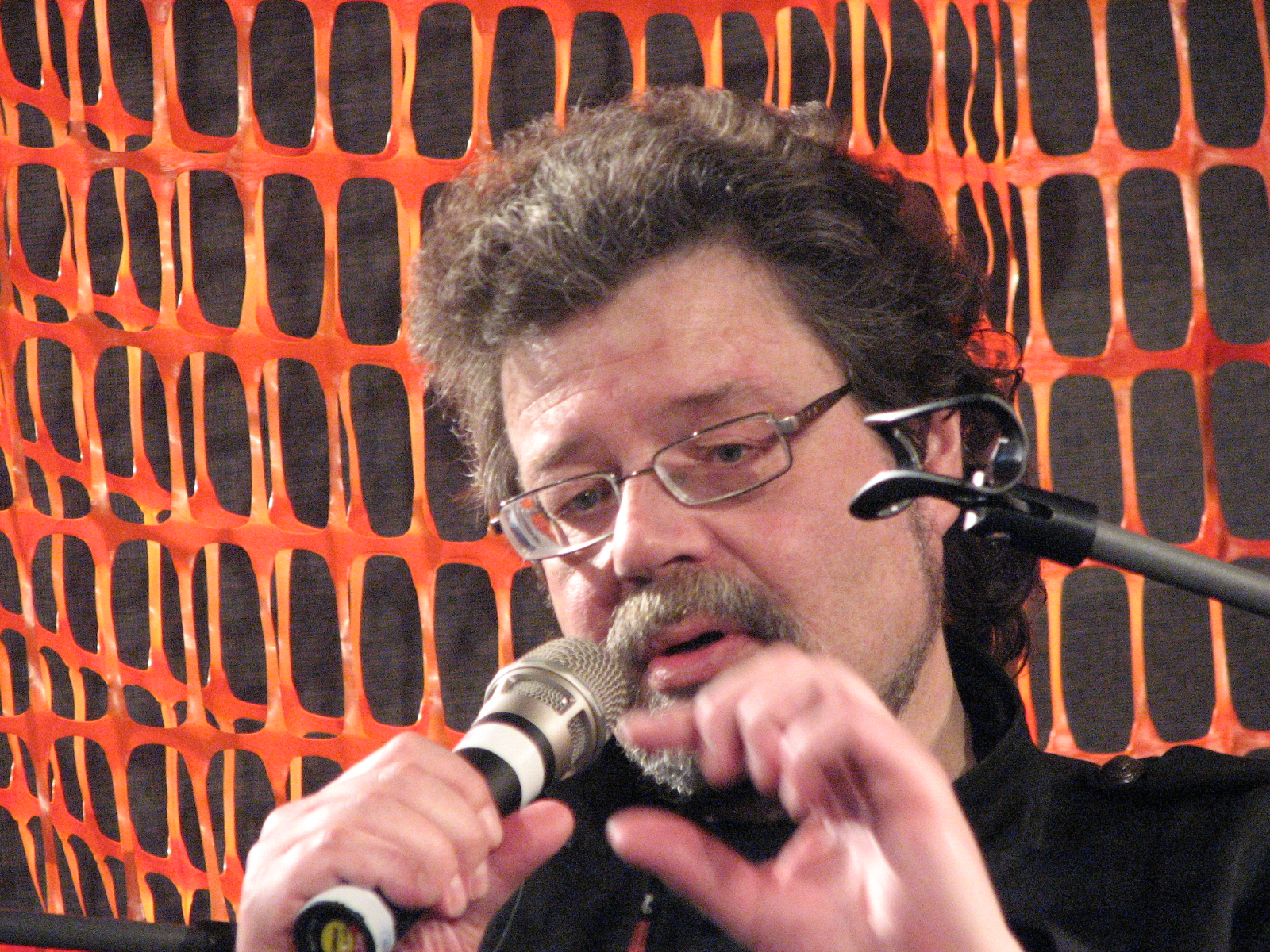
Igor Garšnek (2011)

Igor Garšnek (* 30. Juli 1958 in Tallinn) ist ein estnischer Komponist.

## Leben und Werk
Igor Garšnek wurde als Sohn des estnischen Komponisten und Musikpädagogen Anatoli Garšnek (1918–1998) geboren. Er schloss 1982 sein Kompositionsstudium bei Eino Tamberg am Staatlichen Konservatorium (heute Estnische Musik- und Theaterakademie) in Tallinn ab. Von 1982 bis 1984 bildete er sich am Leningrader Konservatorium weiter. Seit 1984 unterrichtet er an der estnischen Musikakademie.
Von 1986 bis 1993 war Garšnek Tonmeister beim estnischen Radio und von 1988 bis 1990 Angestellter bei der staatlichen estnischen Filmfirma Tallinnfilm. Garšnek spielte darüber hinaus in zahlreichen Rockbands mit (u. a. Synopsis, Ruja und Data) und trat als Moderator von Musiksendungen im estnischen Fernsehen auf. Daneben publizierte er zu Musikthemen, vor allem in der Wochenzeitung Sirp.
Igor Garšnek ist einem größeren Publikum durch zahlreiche Kompositionen bekannt geworden. Dazu zählen neben Rockmusik auch elektronische Musik und klassischere Stücke. Zu den bekanntesten gehören die beiden Sinfonien (1982 und 1989), das Konzert für Gitarre, Rockensemble und Sinfonieorchester (1986), das Rokoko-Oratorium Loomade farm (1990) und das Stück Action: David and Goliath für Kammerensemble (2001).